# Ågotnes
Ågotnes is een plaats in de Noorse gemeente Øygarden, provincie Vestland. Ågotnes telt 3821 inwoners (2016) en heeft een oppervlakte van 2,88 km².